# Конкордија (Ентре Риос)
Конкордија (шп. Concordia) је град у Аргентини у покрајини Ентре Риос. Према процени из 2005. у граду је живело 144.884 становника.

## Становништво
Према процени, у граду је 2005. живело 144.884 становника.
| 1980.  | 1991.   | 2001.   |
| ------ | ------- | ------- |
| 94.222 | 117.865 | 138.099 |